# Andy Balcon
Pour les articles homonymes, voir Balcon (homonymie).
Andy Balcon, né en 1988 à Leeds est un auteur-compositeur-interprète et guitariste britannique.

## Biographie

### Formation et débuts
Andy Balcon prend des cours de guitare à l'adolescence puis monte un groupe de rock au lycée. Il enchaine ensuite les petits boulots pour financer ses voyages tout en se produisant sur les scènes locales,.

### Heymoonshaker (2009-2017)
En 2008, il part pour la Nouvelle-Zélande et rencontre le beatboxer anglais Dave Crowe. Ils montent le duo Heymoonshaker et jouent dans la rue et dans différents festivals. De 2009 à 2017, le groupe sort 4 albums et créé la surprise sur la scène musicale internationale en devenant le premier groupe de beatbox-blues. Pour Rolling Stone : « De Glastonbury à l’Osigari Jam, en passant par le Montreux Jazz Festival, le duo réinvente le blues à grand coup de rythmes et se fait une place au soleil en seulement deux enregistrements »,.

### Carrière solo
Andy Balcon, influencé notamment par Led Zeppelin, The Rolling Stones, Etta James mène également une carrière solo en sortant un premier album de blues, Andy Balcon Band en 2012. En 2019, c'est l'EP Kiss Goodnight, dans lequel sa voix comparée à Tom Waits évolue dans le genre pop électronique. « Un EP aussi ambitieux qu’extrêmement charmant, Kiss Goodnight. S’il ne détonne guère du blues qui l’a fait connaître, il [Andy Balcon] n’hésite pas à se frotter à des sons plus synthétiques pour créer encore un nouveau genre musical »,. Après sa sortie, Balcon retourne chanter dans les rues de Londres : « J’avais l’impression d’avoir oublié pourquoi je jouais de la musique » puis sort en 2020 un deuxième EP Who am I? plus intimiste : « complainte sensuelle fermement enserrée dans un blues électrique, [...], ballade lancinante, à l’instrumentation particulièrement exigeante, il n’est pas surprenant qu’elle ait donnée son nom à l’EP tant sa violence sourde est fascinante » (Rolling Stone).

### Dead chic (depuis 2022)

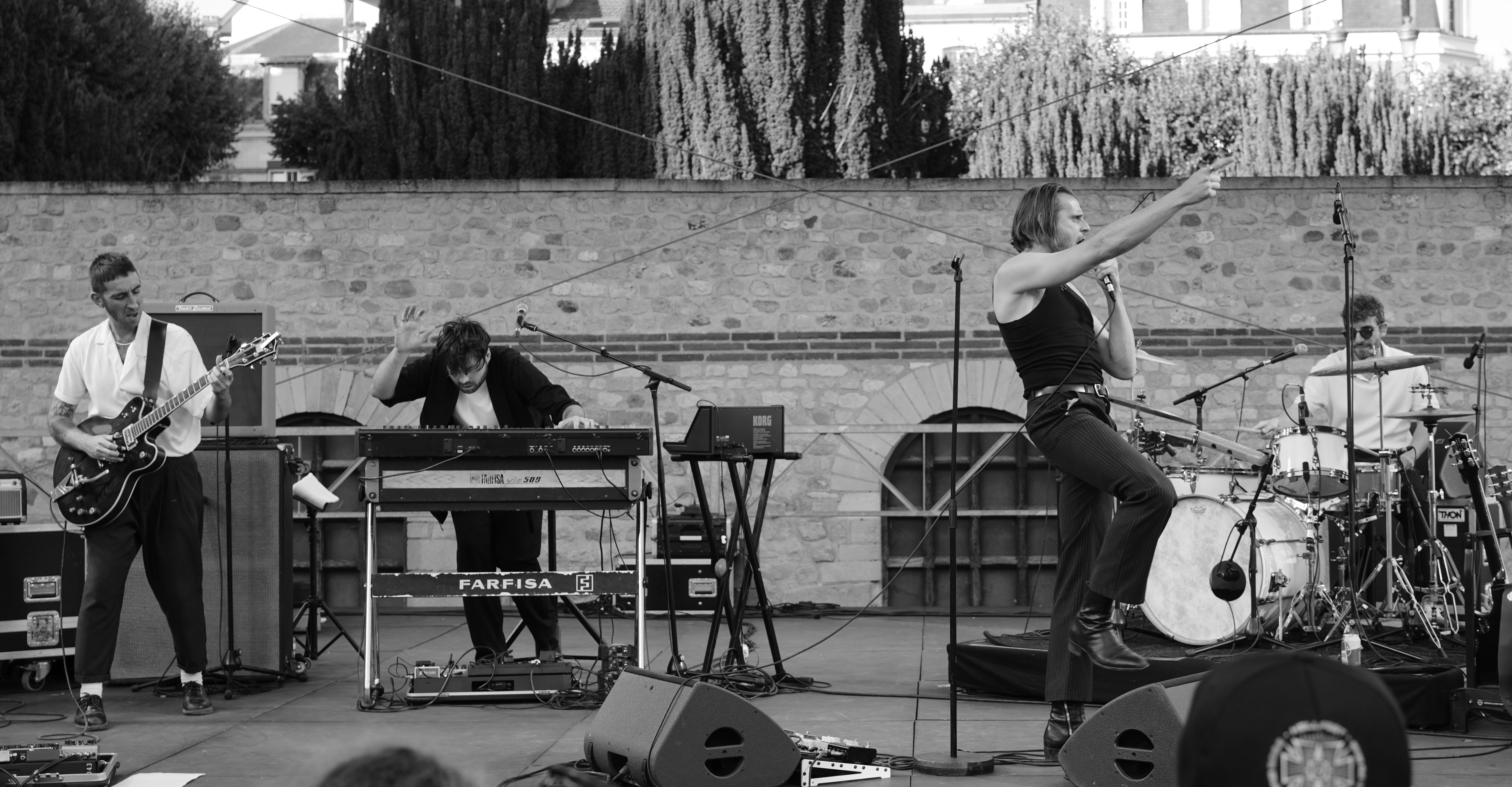
Avec Dead Chic en 2024 à Reims.

En 2022, il crée avec Damien Félix (Catfish et Bigger) le groupe Dead Chic et sort l'EP Bastion Session enregistré à Besançon dans un style heavy rock et soul. Les deux artistes s'associent avec Rémi Ferbus (batterie, chœurs) et Mathis Bouveret-Akengin (claviers, chœurs). En 2023 sort l'EP The Venus Ballroom puis en 2024 un premier album du même nom

## Discographie

### Andy Balcon
- 2012 : Andy Balcon Band
- 2019 : Kiss Goodnight (EP)
- 2020 : Who am I? (EP)

### Heymoonshaker
- 2012 : Beatbox Blues
- 2013 : Shakerism (EP)
- 2015 : Noir
- 2017 : Live in France

### Dead Chic
- 2022 : Bastion Session (EP)
- 2023 : The Venus Ballroom (EP)
- 2024 : The Venus Ballroom

### Collaborations
- 2017 : Stand up avec Tilka
- 2020 : Oh, Me avec Catfish